# Commerce (revue française)
Pour les articles homonymes, voir Commerce (homonymie).
Ne doit pas être confondu avec Commerce (revue québécoise).
Commerce est une revue littéraire fondée en 1924 par Paul Valéry, Léon-Paul Fargue et Valery Larbaud. Dirigée par Marguerite Caetani, elle publie vingt-neuf numéros entre 1924 et 1932. Jean Paulhan participe aussi à sa rédaction.
Elle propose en son premier numéro les premiers extraits traduits en français d'Ulysse de James Joyce et dans son dernier numéro une des premières traductions en français d'une nouvelle de William Faulkner : Une rose pour Emily.

## Annexe